# 조병탁
조병탁(趙炳卓, 1960년 1월 24일 ~ )은 대한민국의 아마추어 바둑 기사이다.

## 약력
- 1993년 제24회 롯데배 아마최고위전 우승, 제12회 세실배 전국아마바둑선수권 우승, 제20회 학초배 아마최강자전 우승
- 1994년 제15회 전국아마십강전 우승
- 1996년 제7회 영덕배 전국아마추어 바둑대회 우승
- 1997년 대구 MBC배 준우승, LG배 아마기왕전 우승